# Rishi Grewal
Rishi Grewal (né le 9 février 1967) est un cycliste professionnel américain, spécialiste du VTT.

## Biographie
Rishi Grewal est marié à la cycliste Tammy Jacques, avec qui, il a deux enfants. Il a deux frères : Alexi qui est devenu champion olympique sur route en 1984, ainsi que Ranjeet qui s'est illustré dans les compétitions de VTT.
Il figure parmi les pionniers du cross-country VTT. Son palmarès comprend un titre national sur route chez les amateurs, plus d'une douzaine de médailles nationales en VTT et une victoire sur une manche de Coupe du monde de VTT. En deuxième partie de carrière, il participe et gagne de nombreuses courses d'ultra-endurance.

## Palmarès en VTT

### Coupe du monde
- Coupe du monde de cross-country
  - 1991 : vainqueur de la manche de Traverse City, deux podiums
  - 1992 : un podium
  - 1995 : un podium

### Championnats des États-Unis
- 1989
  - 3e du cross-country

## Palmarès sur route
- 1989
  -  Champion des États-Unis sur route amateurs[5]